# Brachyptera trifasciata
Brachyptera trifasciata är en bäcksländeart som först beskrevs av Pictet, F.J. 1832.  Brachyptera trifasciata ingår i släktet Brachyptera och familjen vingbandbäcksländor. Inga underarter finns listade i Catalogue of Life.